# Кирил Кьортошев
Кирил Кьортошев (на македонска литературна норма: Кирил Ќортошев) е български актьор, впоследствие актьор в Република Македония.

## Биография
Роден е на 14 май 1922 година в град Кюстендил. Професионалната му кариера стартира през 1945 година. Играе на сцените на театрите в Щип и Прилеп, а няколко години е и в Драматичния театър в Скопие. Участва в няколко филма. Режисира детски постановки. Сред постановките, които режисира, са Кощана (1956); Всички мои синове (1956); Милионерът (1956); Бегалка (1957); Ученикът на дявола(1957); Вейка на вятъра (1958); Дяволщините на Скапен (1958); Умна глава (1983).

## Частична филмография
- Фросина (1952)
- Македонска кървава сватба (1967)
- Републиката в пламък (1969)
- Цената на града (1970)
- Изстрел ‎(1972) – Иван
- Дни на изкушение‎ (1977) – Кръсто

## Награди
- Награда на град Скопие 13 Ноември (1965);
- Награда за най-добър актьор на Македонския театрален фестивал „Войдан Чернодрински“ за ролята на Тате в постановката Макавейските празници (Прилеп, 1983);
- Награда за цялостно творчество на МТФ Войдан Чернодрински (Прилеп, 1996).